# Chevrolet Monza
Chevrolet Monza — субкомпактный автомобиль, выпускавшийся подразделением Chevrolet компании General Motors с 1975 по 1980 год. Выпускался на базе Chevrolet Vega с идентичной колёсной базой, шириной и стандартным рядным четырёхцилиндровым двигателем. Автомобиль был спроектирован с учётом роторно-поршневого двигателя, однако из-за посредственной экономии топлива и проблем с соблюдением требований по выбросам приводился в движение двигателем V8.

## История
Впервые Chevrolet Monza был представлен в 1975 году. По сравнению с Vega, длина увеличена на 100 мм, а масса — на 82 кг. Глава General Motors Джон ДеЛориан прозвал автомобиль «итальянской Вегой».
Первоначально был представлен только хетчбэк, затем в апреле 1975 года был представлен купеобразный вариант, который вместо двойных прямоугольных фар оснащён одинарными круглыми. Конкурентом являлся Ford Mustang II.
В 1976 году четырёхцилиндровый двигатель объёмом 2,3 литра был модернизирован, а затем в моторную гамму был включён 5,0-литровый двигатель V8 (305 CID) с двухкамерным карбюратором мощностью 140 лошадиных сил (100 кВт) при 3800 об/мин. В 1977 году в хетчбэк был добавлен пакет опций Spyder. В 1978 году автомобили прошли рестайлинг, а в 1979 году модельный ряд был сокращён за счёт снятия с производства универсалов. В 1980 году производство Chevrolet Monza окончательно завершилось.
С мая 1982 по 1996 год название Monza носил автомобиль Opel Ascona C в Бразилии, а с марта 2019 года в Китае под таким названием выпускается модель на базе Buick Excelle GT.

## Галерея

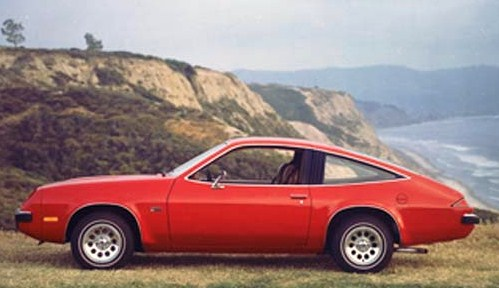
1975 Chevrolet Monza 2+2
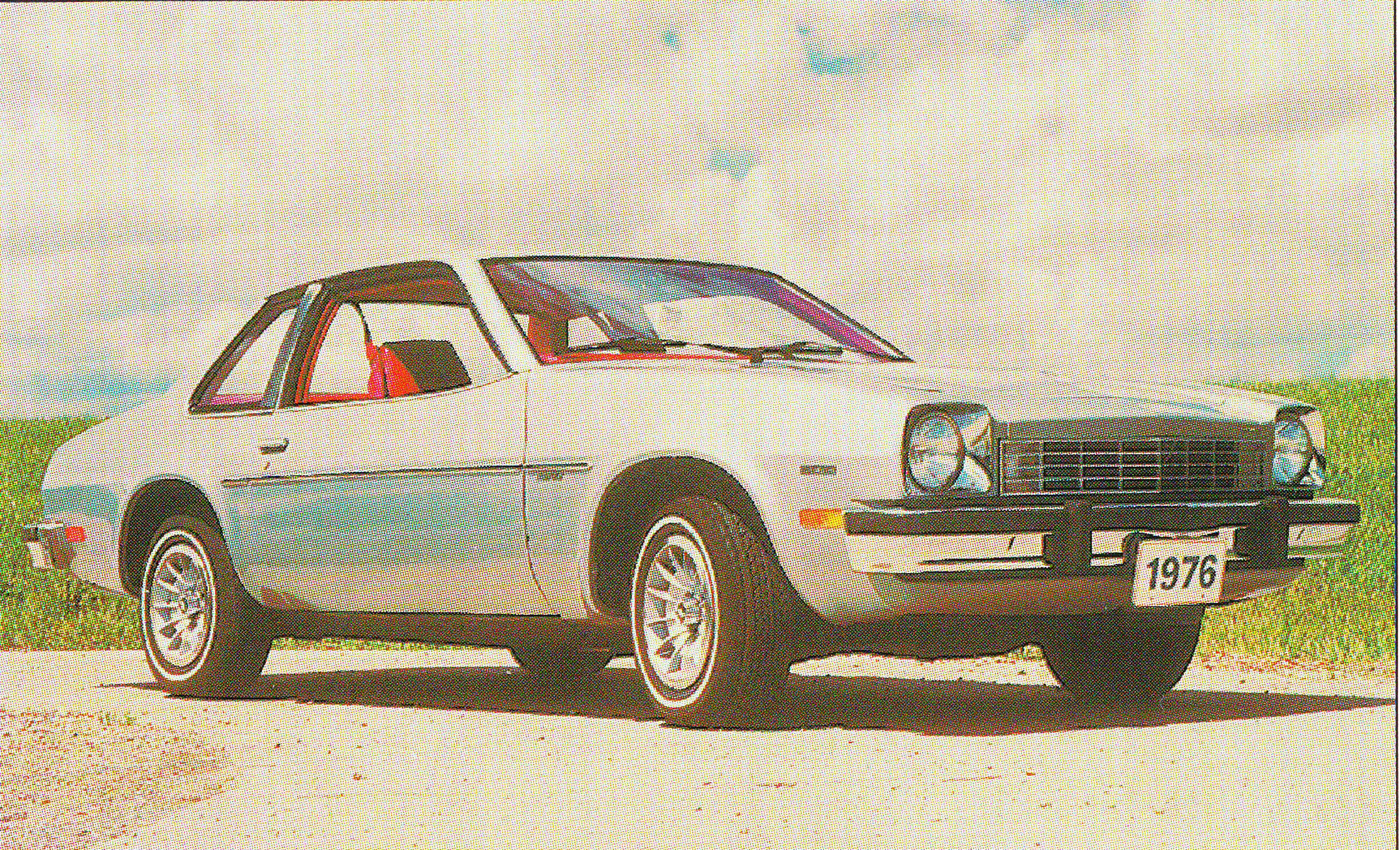
1976 Chevrolet Monza Towne
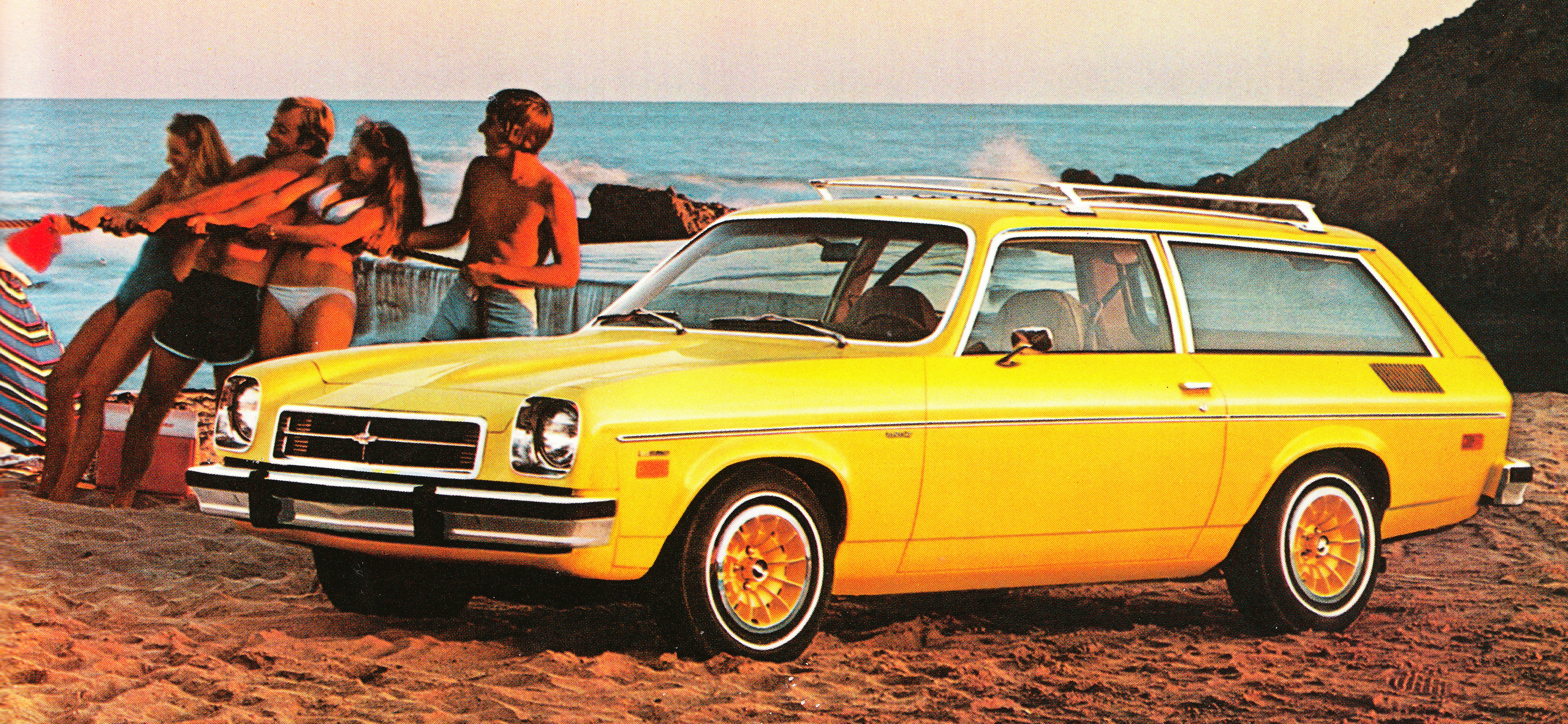
1978 Chevrolet Monza (универсал)
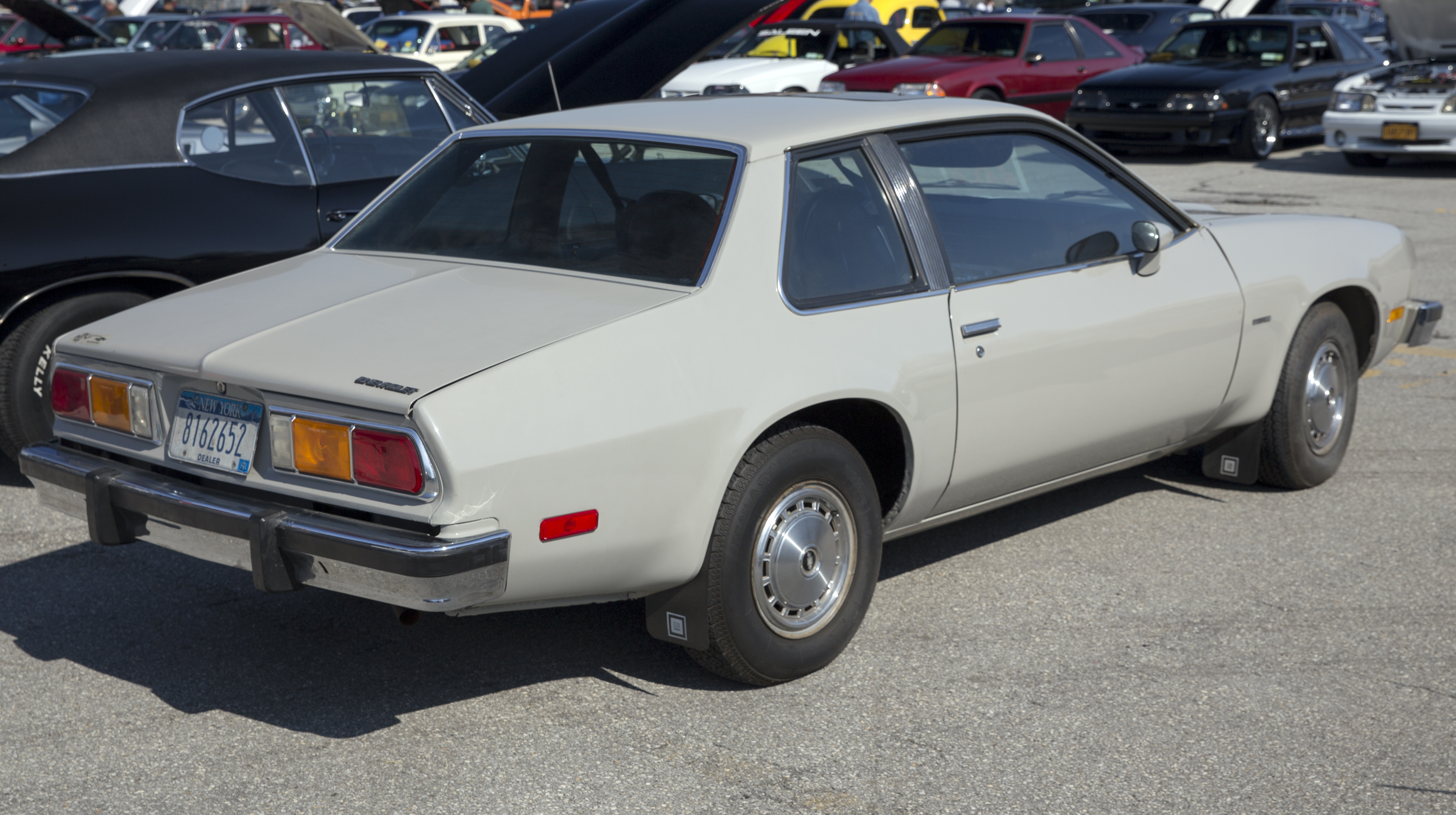
1978—1980 Chevrolet Monza Coupé
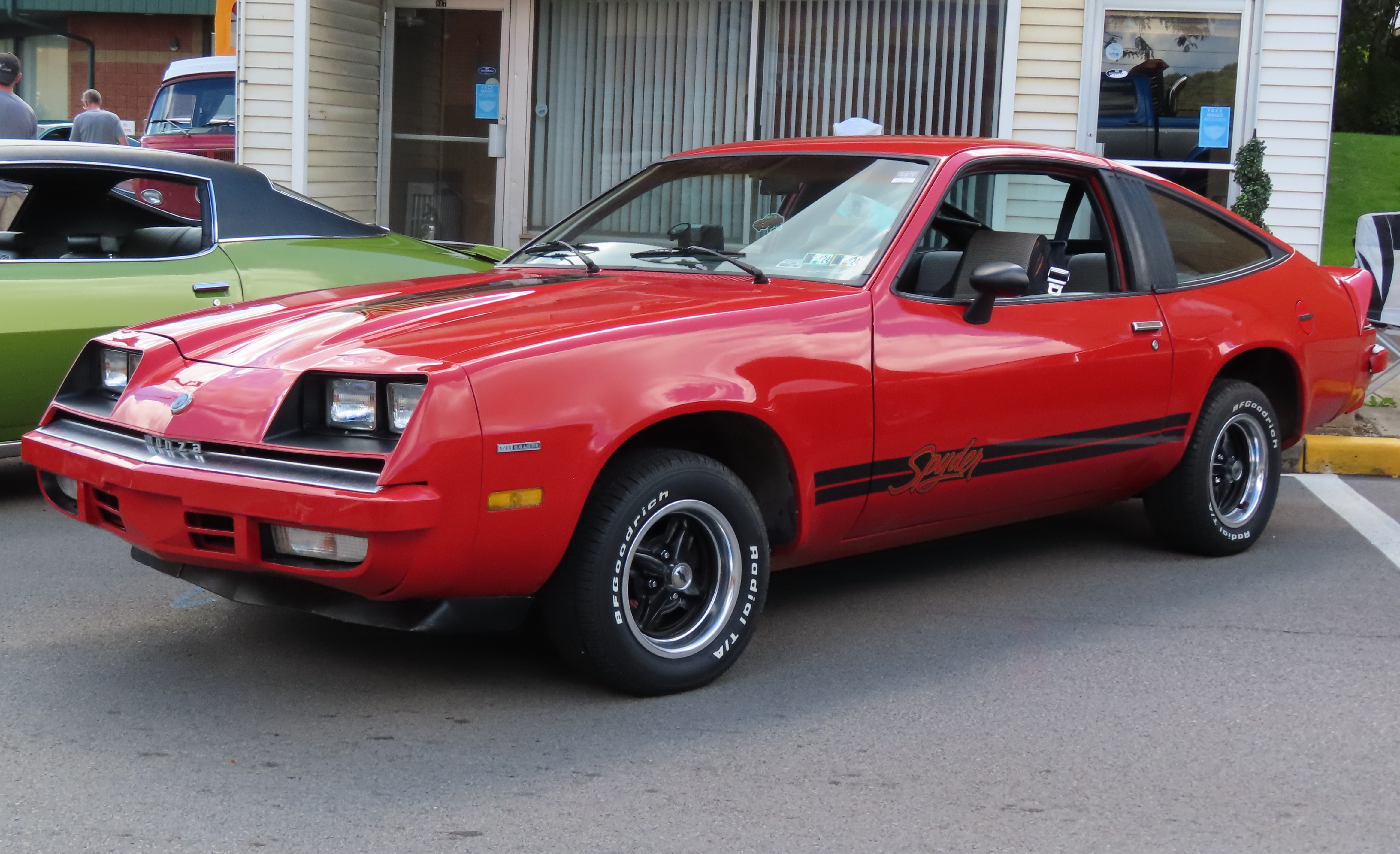
1978 Chevrolet Monza Spyder
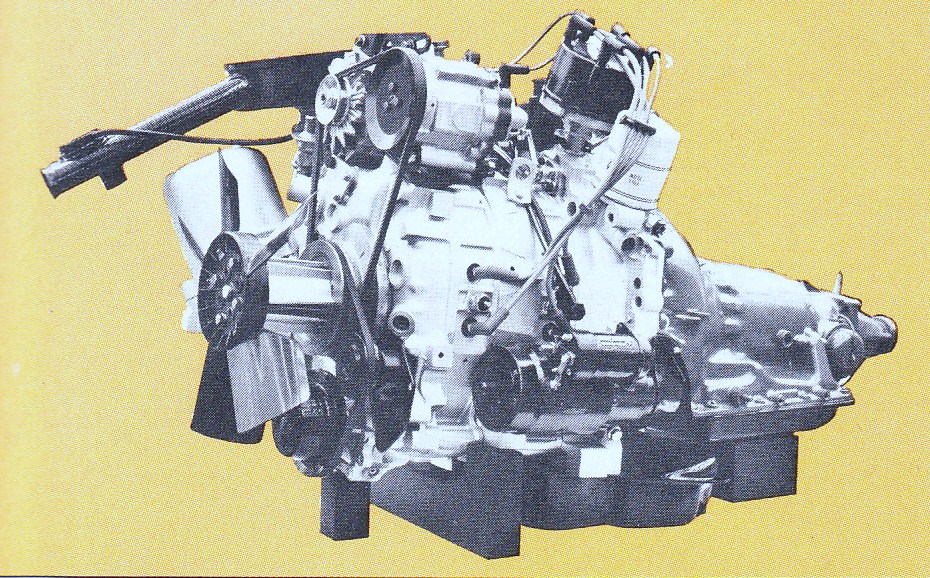
1974 Vega RC2-206 Wankel
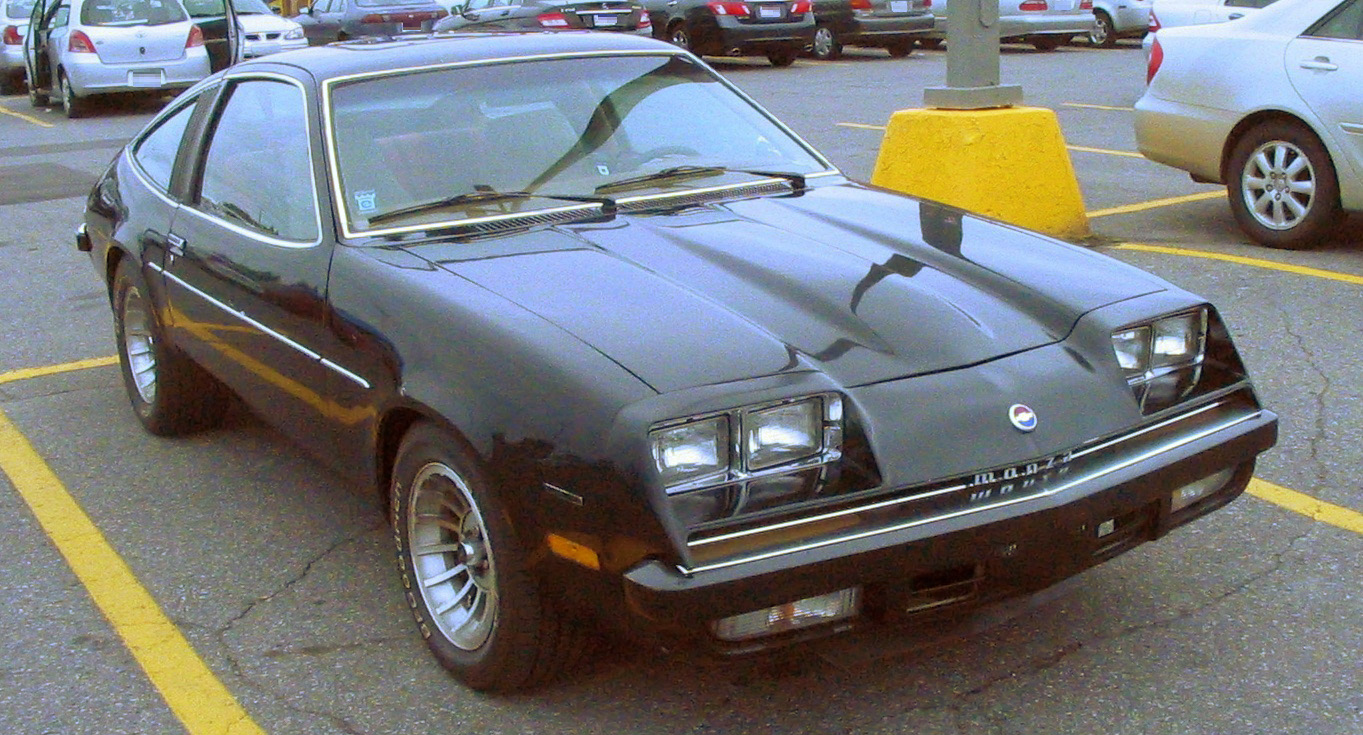
Chevrolet Monza
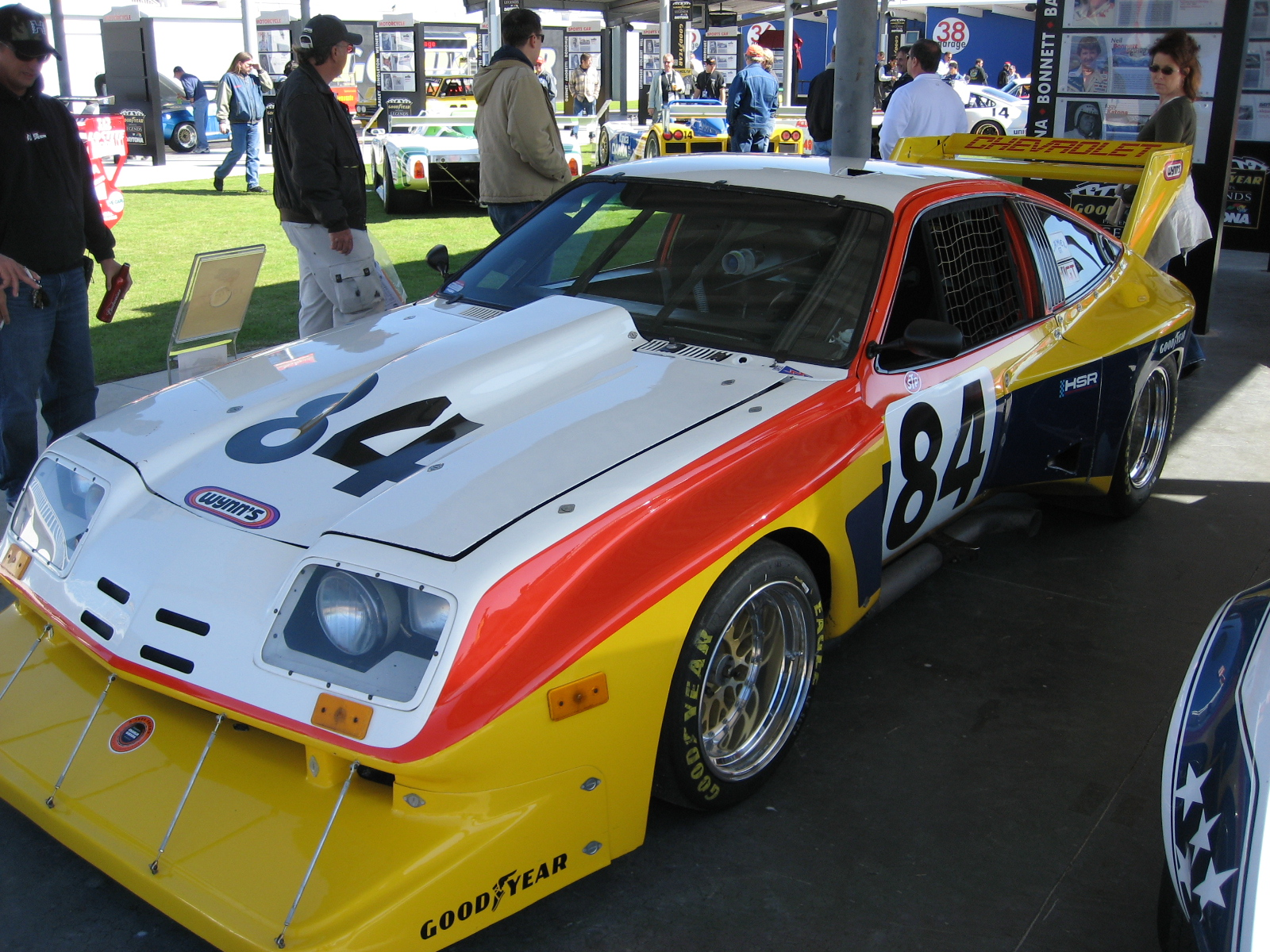
Wynn's DeKon Monza